# Muddy Bay (baai)
Muddy Bay is een baai van 1,4 km² in de Canadese provincie Newfoundland en Labrador. De baai bevindt zich in het oosten van het schiereiland Labrador.

## Geografie
Muddy Bay is een relatief kleine inham van Favorite Tickle, een smalle zeestraat tussen het vasteland van Labrador en het grote Earl Island. De opening van de baai in Favorite Tickle ligt slechts 5 km verwijderd van waar die zeestraat uitgeeft in de open wateren van Sandwich Bay.
Het kleine baaitje is vooral gekend vanwege de gelijknamige nederzetting die zich aan de oevers ervan bevond, al is deze plaats reeds sinds de jaren 1950 een spookdorp. Slechts 700 meter ten zuiden van de baai mondt het riviertje Muddy Bay Brook (ook Dykes River genaamd) in Sandwich Bay uit.